# Open Watcom
Open Watcom — проект сообщества открытого кода по поддержке и развитию многоплатформных компиляторов Watcom C, C++ и Fortran и сопутствующих программ. Лицензия открытого ПО от Sybase допускает лишь некоммерческое использование пакета Open Watcom частными лицами.

## История
История компилятора началась в 1965 году, когда четверо студентов Университета Уотерлу в Канаде под руководством профессора за три месяца работы создали компилятор Фортрана WATFOR. Он работал на платформах IBM 7040, IBM System/360 и DEC PDP-11. В 1980 году была разработана новая версия для IBM 360 и IBM PC, которая поддерживала стандарт Фортран 77. Через год была образована фирма Watcom, которая в 1988 году представила компилятор C.
Компиляторы Watcom для языков Си и C++ ценились разработчиками программ под DOS за генерацию компактного и быстрого кода, а также за то, что эти компиляторы одними из первых предложили поддержку защищённого режима процессоров Intel 80386. В середине 1990-х некоторые игры под DOS, такие как Doom, Descent, Duke Nukem 3D, Warcraft II были скомпилированы Watcom C.
В 2003 году, после проблем с новой версией компилятора, а также невозможностью конкурировать с компанией Microsoft, фирма Sybase, которая приобрела Watcom в 1995 году, открыла исходные коды компиляторов. Так был создан проект Open Watcom под эгидой фирмы SciTech Software. Компилятор Open Watcom не полностью поддерживает стандарт C++, что не позволяет считать его полноценным компилятором C++ и мешает его широкому использованию, однако проект находит своё применение при создании программ для устаревших систем DOS и OS/2.
Хотя Sybase больше не продаёт компиляторы Watcom, они доступны как пакет открытого программного обеспечения OpenWatcom с помощью компании SciTech. После выпуска версии 1.9 проект прекратил разработку, и сопровождение было продолжено в форке OpenWatcom v2, выпустившем версию 2.0 со множеством улучшений и исправлений.

## Платформы
Исходный код компиляторов портируем и, подобно многим другим свободным компиляторам, вроде gcc, их кодогенератор (backend) можно настроить на другую целевую платформу.
Компиляторы могут работать под управлением (host — платформа разработчика) и компилировать исполнимый код для (target — целевая платформа) операционных систем DOS, OS/2 и Windows. Поддерживается также создание модулей NLM для Novell NetWare.
Идёт работа по портированию компиляторов под операционные системы Linux и последние версии BSD (например, FreeBSD), работающие на платформах x86, PowerPC и других.
Open Watcom C/C++ версии 1.4, выпущенный в декабре 2005 года, имеет экспериментальную поддержку Linux x86 как целевой платформы.
Имеется код для поддержки QNX 4.25, но для компиляции исполняемых модулей требуются несвободные библиотеки.

## Совместимость со стандартом C99
Производятся постоянные работы над улучшением совместимости компилятора C/C++ со стандартом C99 (ISO/IEC 9899:1999). Пока что это остаётся недокументированной особенностью компиляторов Open Watcom C/C++ до завершения работы по реализации полной поддержки стандарта и задаётся параметром командной строки -za99.
В версии Watcom C/C++ 11.0 уже были включены некоторые расширения языка C, которые позже были стандартизированы в C99. Среди них:
- комментарии в стиле C++ (однострочные комментарии, начинающиеся с //);
- непостоянные инициализаторы для локальных агрегаторов или объединений (только в режиме -aa);
- запятые после последнего элемента в списках перечислений и инициализаторов.

После открытия исходных кодов инструментов Watcom участниками сообщества разработчиков Open Watcom было сделано множество улучшений по поддержке стандарта C99:
- вариативные макросы (версия OW 1.2);
- основанные на существующей поддержке __int64 64-битные целые типа long long int (версия OW 1.2);
- идентификатор __func__ (версия OW 1.2);
- ключевое слово inline, основано на существующей поддержке __inline (версия OW 1.2);
- улучшена поддержка широких символов (wide char) (версия OW 1.3);
- функции библиотеки времени исполнения работают с объектами типа long long int (версия OW 1.3);
- проектируемые инициализаторы (версия OW 1.4);
- поддержка ключевого слова restrict (версия OW 1.3, только в режиме включенной опции -za99);
- частичная поддержка ключевых слов _Bool, _Complex, _Imaginary (версия OW 1.3, только в режиме включенной опции -za99);
- функции работы с памятью для широких символов, то есть wmemcpy() и ей сопутствующие (версия OW 1.4);
- объявления в циклах и в любом месте составных выражений (версия OW 1.5);
- многочисленные усовершенствования библиотеки C и заголовочных файлов.